# An der Schmücke
An der Schmücke – miasto i gmina (Landgemeinde) w Niemczech, w kraju związkowym Turyngia, w powiecie Kyffhäuser, Powstało 1 stycznia 2019 z połączenia miasta Heldrungen oraz gmin pochodzących z dzień wcześniej rozwiązanej wspólnoty administracyjnej An der Schmücke: Bretleben, Gorsleben, Hauteroda, Hemleben i Oldisleben.  Miasto pełni również funkcję "gminy realizującej" (niem. "erfüllende Gemeinde") dla gmin Etzleben oraz Oberheldrungen, które również wchodziły w skład rozwiązanej obecnie wspólnoty.
Przez miasto przebiega autostrada A71 oraz dwie drogi krajowe B85 oraz B86.